# Búp bê voodoo

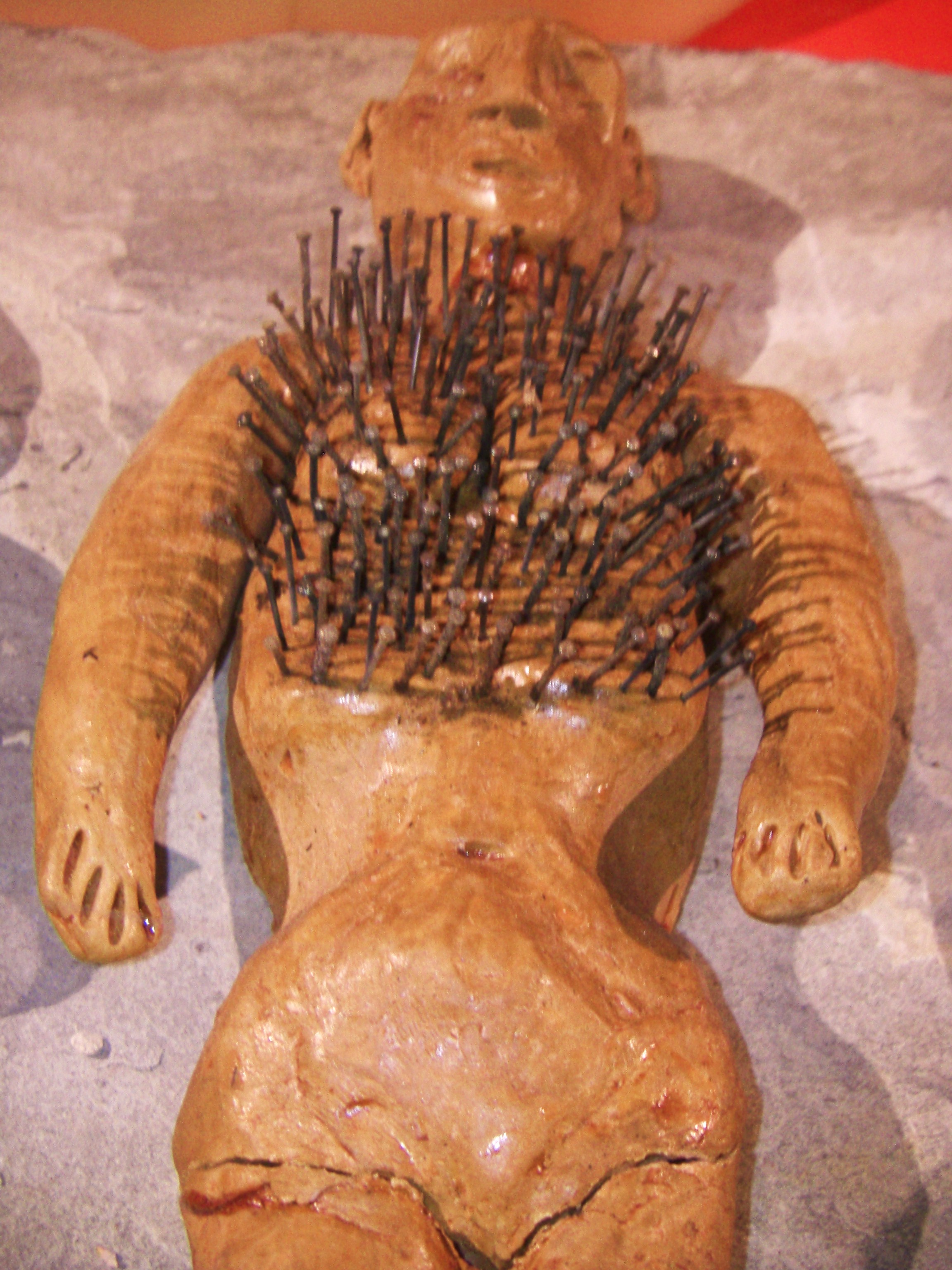
Một con búp bê hình nhân với những mũi kim đâm khắp người để làm tà thuật voodoo. Hiện vật của Bảo tàng Phù thủy và phép thuật, Cornwall, Anh

Búp bê voodoo (tiếng Anh: voodoo doll) là một loại hình nộm dùng cho phép tà thuật, thường có những mũi kim đâm vào. Hình nhân ở mỗi vùng miền và các nền văn hóa lại có những nét khác nhau. Nguồn gốc của búp bê voodoo xuất phát từ lịch sử cũng như việc thực hành pháp thuật ở châu Âu, chứ không phải châu Phi hay Mỹ-Latinh. Nhiều tài liệu ghi nhận có những tộc người ở Anh Quốc từ xa xưa đã làm những hình nhân bằng vải và châm kim vào nó để gây hại lên người khác.